# Общовойскови бой
Общовойсковият бой е съвкупност от действия за постигане на победа над противника.
Представляват организирано въоръжено стълкновение на военни формирования (обединения, съединения, части и подразделения) на воюващите страни, със съгласувани по цел, място и време маньовър, огън и удари, за унищожаване на противника и изпълнение на поставените задачи.
Общовойсковият бой е единственото средство за разгромяване на противника, което се постига чрез мощни удари на всички видове оръжия, своевременно използване на резултатите от тях, активни и решителни действия. Видовете общовойскови бой са настъпление (разновидност - срещен бой) и отбрана. Той е основна форма за тактически действия на сухопътните войски.
Общовойсковият бой се води с обединените усилия на всички участващи в него войски и се характеризира с решителност, бързи и резки изменения на обстановката, висока маневреност и напрегнатост. Изисква умело използване на бойната техника, голяма подвижност, смелост, пълно напрежение на силите, воля за победа и желязна дисциплина. Това се постига чрез:
- висока бойна подготовка,
- съзнателно изпълнение на войнския дълг,
- издръжливост и храброст,
- готовност на личния състав за пълна победа,
- познаване от началниците на подчинените си.

Принципи на общовойсковия бой:
- постоянна и висока бойна готовност,
- активност, решителност и непрекъснатост на водене на боя,
- внезапност на действията,
- постоянно и точно взаимодействие,
- решително съсредоточаване основните усилия на главното направление,
- маньовър,
- всестранно осигуряване на боя,
- поддържане и своевременно възстановяване на боеспособността, твърдо и непрекъснато управление, изпълнение на взетите решения и поставените задачи.

Основните общовойскови тактически подразделения са механизираният (мотострелкови) и танков батальон.